# Georgios Averoff (croiseur)
Pour les articles homonymes, voir Georges Averoff et Averoff.
Le Georgios Averoff est un croiseur cuirassé de classe Pisa de la marine royale grecque qui a servi comme navire amiral durant la première moitié du XXe siècle. Il est le seul navire de ce type existant encore.
Il est désormais exposé comme navire musée dans le port de Phalère, un des trois ports de la cité antique d'Athènes.

## Marine grecque

### Nom et lancement
Il porte le nom de l'homme d'affaires grec et philanthrope Georges Averoff qui participa à son financement. Le Georgios Averoff est l'un des trois croiseurs blindés de la classe Pisa construit en Italie entre 1905 et 1910, avec le Pisa et l’Amalfi. Il diffère cependant du Pisa avec ses deux mâts en tripode, ses trois cheminées, son armement et son blindage supérieurs.
Son achat par la Grèce en octobre 1909 entraîne l'empire ottoman et la Russie dans une course aux armements ; à l'époque, le navire est en effet de taille à affronter l'ensemble de la flotte ottomane.
Il est lancé le 12 mars 1910 et le capitaine Ioannis Damianos en prend le premier commandement en mai 1911 pour se rendre en Grande-Bretagne, pour les festivités du couronnement du roi George V. Il s'échoue en juin à Spithead et doit être mis en cale sèche pour subir des réparations avant de reprendre la route vers la Grèce avec son nouveau commandant Pávlos Koundouriótis.
En 1911, le Georgios Averoff était considéré comme le plus puissant des navires modernes de la Ligue balkanique contre l'Empire ottoman.

### Blindage et armement

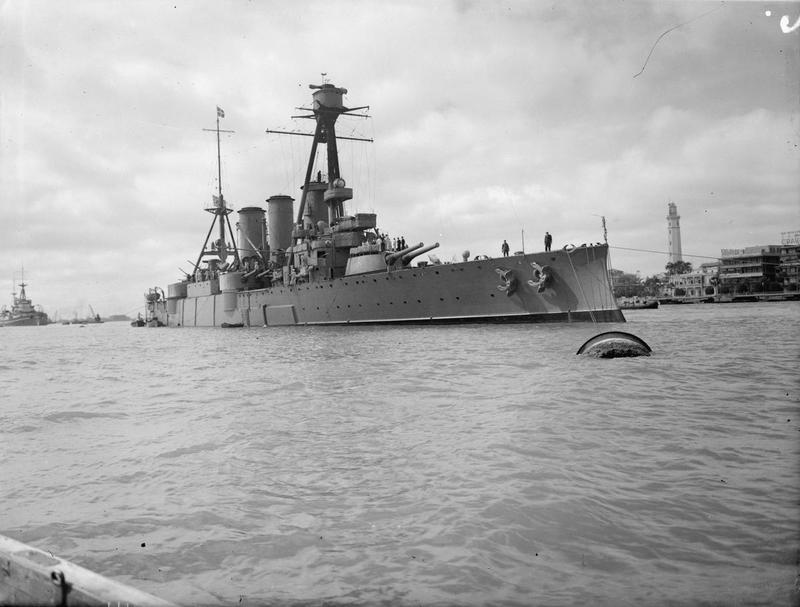
Le Georgios Averoff à Port-Said le 23 février 1943.

Son blindage consiste en une ceinture continue de 2,50 mètres de haut ayant au centre 203 mm et aux extrémités 82 mm d'épaisseur. Le centre du navire est en outre séparé des poupe et proue par une paroi au pied des tourelles de 177 mm d'épaisseur. Les tourelles sont blindées : 165 mm au masque, 177 mm au fixe, blockhaus de 177 mm ; les petites tourelles ont 150 mm de blindage. Le pont est dispose d'un blindage de 50 mm.
Deux tourelles de deux fois 234 mm sont placées aux extrémités avec une tourelle de 76 mm au sommet. Quatre tourelles de deux fois 190 mm en rectangle au centre sont elles aussi surmontées d'une tourelle de 76 mm. Dix autres tourelles de 76 mm sont ainsi réparties : deux sous chaque château et six au centre. Enfin, quatre tourelles de 47 mm sont placées sous la passerelle avant plus deux sous le château arrière. Il possède deux tubes lance-torpille latéraux, tournés vers l'avant, et un tube de retraite sous la poupe.

### Carrière

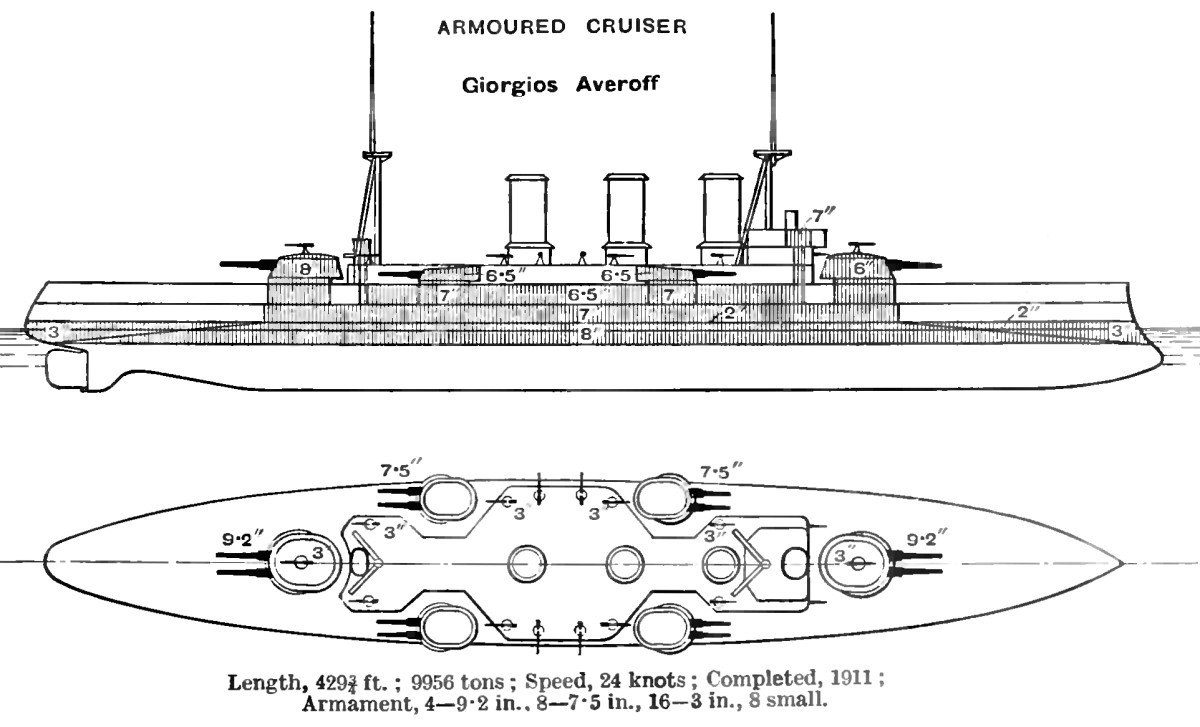
Diagramme du Georgios Averoff

Durant la Première Guerre balkanique, il devient le navire amiral de la marine royale hellénique et participe à la libération des îles de la mer Égée. Lors des batailles navales d'Elli et de Lemnos, il assure presque à lui seul la victoire de la flotte grecque, forçant la flotte ottomane à se retirer en désordre. Le Georgios Averoff ne subit que des dégâts légers durant ces deux batailles.
Durant la Première Guerre mondiale, la Grèce étant neutre, le bâtiment ne participe pas au conflit. Mais, en 1916, après les vêpres grecques, le Georgios Averoff est capturé par la flotte anglo-française. Il est rendu en 1917 quand la Grèce entre officiellement en guerre.
Au début de la guerre gréco-turque, de 1919 à 1922, il participe à l'attaque des côtes turques puis à l'évacuation des réfugiés après la défaite de l'armée grecque.
Entre 1925 et 1927, il subit une refonte dans un chantier naval français. Il reçoit un armement moderne anti-aérien, un équipement de lutte contre les incendies et ses tubes lance-torpilles obsolètes sont supprimés.
Après l'attaque allemande contre la Grèce, en 1941, et l'effondrement du front, l'équipage refuse de se saborder et le navire se réfugie dans la baie de Souda, en Crète, puis rejoint le port d'Alexandrie. Il est affecté à l'escorte des convois et des patrouilles dans l'océan Indien et est basé à Bombay jusqu'en 1942. Il revient à Port-Saïd en 1944 en étant le fleuron de la marine grecque en exil et participe à la libération d'Athènes.
Il continue à servir de quartier général de la flotte grecque jusqu'à son désarmement en 1952 au port de Salamine. Puis il est remorqué à Poros où il reste de 1956 à 1983.

## Musée naval
En 1984, la Marine grecque décide d'en faire un navire musée et il est remorqué au port de Phalère, dans le Golfe Saronique, et fonctionne désormais en tant que musée flottant.